# Síndrome de Doege-Potter

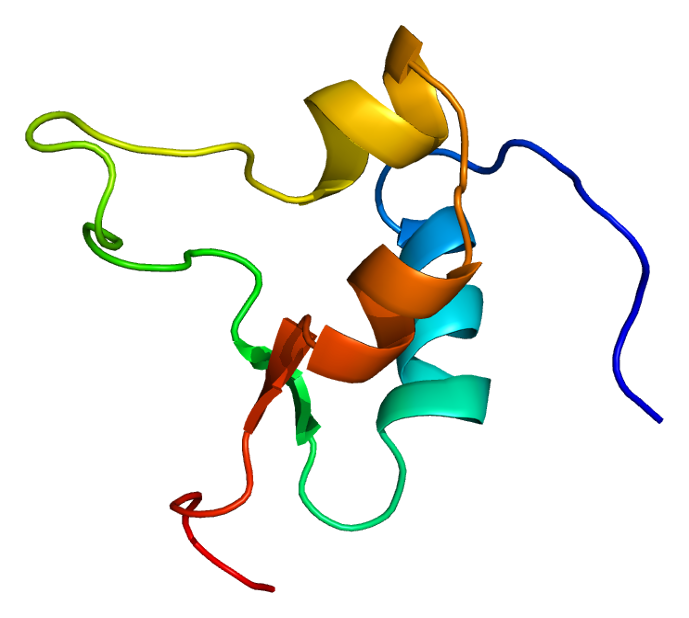
Estructura del IGF-2, responsable de la hipoglucemia asociada con el síndrome de Doege-Potter.

El síndrome de Doege-Potter es un síndrome paraneoplásico en la que la hipoglucemia se relaciona con la presencia de uno o más tumores fibrosos pancreáticos no de islotes en la cavidad pleural. La hipoglucemia es el resultado de dichos tumores productores del factor de crecimiento insulínico tipo 2.
Los tumores causantes del SDP tienden a ser muy grandes: en un caso fue extirpado uno de tres kilos, con un volumen de 23 cm por 21 cm por 12 cm, lo suficientemente grande para causar un colapso pulmonar. En las radiografías, en las que se presenta como una sola masa con bordes bien definidos visibles, aparece en los bordes de los pulmones o como una fisura que divide los lóbulos de los pulmones. Similares efectos hipoglucemiantes se han relacionado con tumores mesenquimales.

## Epónimo
Este síndrome fue descrito por primera vez en 1930, por Doege y Potter, trabajando independientemente. El término "Síndrome de Doege-Potter", fue poco utilizada hasta la publicación de un artículo del año 2000 utilizando este epónimo.

## Epidemiología
El SDP es raro (desde 1976, menos de cien casos descritos), con una tasa de malignidad de 12-15%. Las velocidades reales de hipoglucemia asociada con un tumor fibroso son muy raros (un estudio de 1981 de 360 tumores fibrosos solitarios de los pulmones encontró que sólo el 4% causaba hipoglucemia), y están relacionadas con tumores grandes con altas tasas de mitosis. La extirpación del tumor normalmente elimina los síntomas.

## Diagnóstico
Las pruebas de diagnóstico para el síndrome de Doege-Potter pueden incluir la medición del nivel de pro-IGF-II. Se pueden realizar pruebas moleculares para confirmar un gen de fusión NAB2-STAT6, pero no son obligatorias; una tinción inmunohistoquímica positiva para STAT6 confirma el diagnóstico.